# 贝尔特里蒙
贝尔特里蒙（法語：Bertrimont，法語發音：[bɛʁtʁimɔ̃]）是法国滨海塞纳省的一个市镇，属于迪耶普区。

## 地理
贝尔特里蒙（49°40'1"N, 1°0'3"E）面积4.74 平方千米，位于法国诺曼底大区滨海塞纳省，该省份为法国北部沿海省份，其西部及北部濒大西洋英吉利海峡，东起顺时针与索姆省、瓦兹省、厄尔省和卡爾瓦多斯省接壤。
与贝尔特里蒙接壤的市镇（或旧市镇、城区）包括：瓦勒德萨讷、格特维尔、瓦尔讷维尔-布雷特维尔。

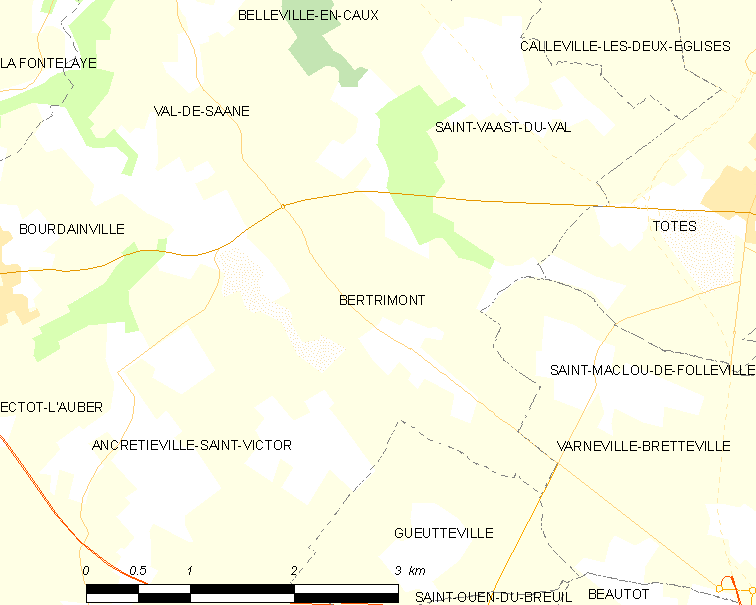
贝尔特里蒙的OSM定位图

贝尔特里蒙的时区为UTC+01:00、UTC+02:00（夏令时）。

## 行政
贝尔特里蒙的邮政编码为76890，INSEE市镇编码为76086。

## 政治
贝尔特里蒙所属的省级选区为吕讷赖县。

## 人口

1962-2008年间贝尔特里蒙人口变化图示

贝尔特里蒙于2022年1月1日时的人口数量为218人。